# Vladímir Svirídov
Vladímir Petróvich Svirídov (en ruso: Владимир Петрович Свиридов; Stariy Batakoyur, Imperio ruso, 25 de noviembrejul./ 7 de diciembre de 1897greg. – Leningrado, Unión Soviética, 3 de mayo de 1963) fue un comandante militar soviético. Formado como oficial de artillería, se unió al Ejército Rojo en 1919. Se graduó en varias academias militares soviéticas, incluida la Academia Militar del Estado Mayor del Ejército Rojo (1937). Participó en la Guerra civil rusa y en la guerra polaco-soviética como oficial de artillería. 
Tuvo un destacado papel durante la Segunda Guerra Mundial, donde alcanzó el grado de teniente general (1943), sobre todo en el Sitio de Leningrado y en las distintas ofensivas que el Ejército Rojo lanzó para liberar la ciudad y destruir al Grupo de Ejército Norte alemán. Así participó en la ofensiva de Siniávino, ofensiva de Mga, ofensiva de Leningrado-Nóvgorod, ofensiva de Riga y en los combates en torno a la Bolsa de Curlandia. 

## Biografía

### Infancia y juventud
Vladímir Svirídov nació el 7 de diciembre de 1897 en la pequeña localidad bielorrusa de Kozulichi en el Uyezd de Bobruisk de la gobernación de Minsk (actualmente en el raión de Kirawsk en el óblast de Maguilov en Bielorrusia) en el seno de una familia de campesinos.
Fue reclutado en el Ejército Imperial Ruso en 1916 y enviado a la escuela militar de Vilna en Poltava. Después de completar un curso escolar a corto plazo en junio de 1916, fue ascendido a alférez. A finales de agosto de 1916 fue enviado al combate en el Frente Occidental, donde fue nombrado comandante de pelotón en el 219.º Regimiento Kotelnichsky de la 55.ª División de Fusileros. En abril de 1917 fue enviado a un curso de artillería en la 55.ª Brigada de Artillería. Una vez finalizados en julio, fue ascendido a teniente, transferido a la artillería y nombrado comandante de pelotón de la 3.ª batería de dicha brigada de artillería.
En febrero de 1918, tras ser desmovilizado del ejército, ingresó en el Instituto Pedagógico Mogilev. donde solo terminó un curso antes de ser nuevamente movilizado, en mayo de 1919, esta vez en el Ejército Rojo. Durante la guerra civil rusa, combatió como comandante de pelotón de la 33.ª división de obuses, luego la 17.ª división de obuses de la 17.ª División de Fusileros de Nizhni Nóvgorod. Como parte de la división, luchó contra los polacos blancos cerca de Molodechno y Minsk. Durante la guerra polaco-soviética, participó en la batalla de Varsovia (1920) y en diversas batallas defensivas cerca de Slutsk. En el otoño de 1920, participó en la liquidación de los restos de las formaciones armadas del general blanco Stanisław Bułak-Bałachowicz en Mazyr.

### Periodo de entreguerras
Después de la guerra, en junio de 1921, la división se trasladó a Riazán. En septiembre de 1922 se graduó en la Escuela Superior de Comandantes de Artillería en la ciudad de Detskoe Selo donde permaneció en el departamento de combate de los mismos cursos como comandante de pelotón de la escuela de artillería, y luego se desempeñó como jefe del curso de maestros de armas. En octubre de 1926, fue nombrado comandante de batería en la Escuela de Artillería de Moscú. Después de graduarse en mayo de 1930 en la Academia Militar Frunze fue nombrado jefe del Estado Mayor del 8.º Regimiento de Artillería de la 8.ª División de Fusileros del Distrito Militar de Bielorrusia. En abril de 1931, fue elegido comandante y comisario político del 16.º Regimiento de Artillería de la 16.ª División de Fusileros del Distrito Militar de Leningrado (LVO) y en febrero de 1934, jefe de artillería del 1.er Cuerpo de Fusileros en Nóvgorod.
En junio de 1936 fue trasladado a la sede del distrito donde asumió el puesto de jefe del departamento de entrenamiento de combate del departamento de artillería. En 1936 fue ascendido a coronel y en octubre de 1939 a Kombrig (comandante de brigada). Al final del primer año en la Academia del Estado Mayor del Ejército Rojo en octubre de 1937, fue transferido a la docencia y nombrado jefe superior del departamento de táctica. En diciembre de 1937, ejerció como jefe de artillería del cuartel general del Distrito Militar Especial de Bielorrusia, puesto en el que permaneció hasta enero de 1939, cuando asumió el mismo puesto en el Distrito Militar de Asia Central, y en abril de 1940, en el Distrito Militar de Leningrado. El 4 de junio de 1940 fue ascendido a mayor general de artillería.

### Segunda Guerra Mundial
Con el inicio de la invasión alemana de la Unión Soviética, el mayor general de artillería Vladímir Svirídov, fue nombrado Jefe de Artillería del Frente Norte, hasta octubre de 1941 cuando fue nombrado Subcomandante de Artillería del Frente de Leningrado. En noviembre del mismo año, asumió el mando del 55.º Ejército. Con este ejército participó en la ofensiva de Siniávino y en la operación Estrella Polar. En agosto de 1943 se le concedió el grado militar de teniente general. En diciembre de 1943, después de la unificación de los 55.º y 67.º ejércitos, asumió el mando del 67.º Ejército. Con este ejército, hasta enero de 1944, defendió la zona de Ligovo, en las afueras de la ciudad de Leningrado al sur de Púlkovo.
El 1 de enero de 1944, el 67.º Ejército de Svirídov estaba formado por el 116.º y 118.º Cuerpo de Fusileros, la 291.ª División de Fusileros, la 14.ª Región Fortificada, la 81.ª Brigada de Artillería, así como artillería, ingeniería y otras unidades de apoyo. Con estas unidades el ejército participó en la ofensiva de Leningrado-Nóvgorod. Operando junto con las tropas del Frente del Vóljov, derrotó a las topas alemanas que defendían las localidades de Mga y Luga, el 21 de enero, el 67.º Ejército capturó Mga. Posteriormente intentó rodear al XXVII Cuerpo de Ejército alemán y al XXVIII Cuerpo de Ejército desde el norte, pero sus ataques fueron detenidos por la 12.ª División Panzer. El ejército capturó Luga el 12 de febrero. Continuó la ofensiva hasta alcanzar el área fortificada de Pskov-Ostrov a finales de febrero, donde se vio obligado a detener la ofensiva. En marzo Sviridov fue reemplazado por el teniente general Vladímir Romanovski.
En marzo de 1944, fue nombrado comandante del 42.º Ejército puesto que ocupó hasta el final de la guerra. Durante este periodo el 42.º Ejército formó parte de los 2.º y 3.º frentes bálticos. A finales de julio de 1944, el mando del ejército junto con las unidades de combate y logísticas del ejército fueron retiradas a la reserva del Cuartel General del Mando Supremo y, en agosto, pasó a formar parte del Segundo Frente Báltico, donde fue reforzado con nuevas formaciones. En septiembre-octubre de 1944, las tropas del ejército participaron en la ofensiva de Riga, el ataque soviético contra la capital letona. No obstante, Hitler había permitido a Ferdinand Schörner preparar su retirada de Riga desde el 11 de octubre, por lo que la ciudad cayó fácilmente y el 22 de octubre alcanzaron la línea de defensa enemiga de Tukums, bloqueando, junto con las tropas del Primer Frente Báltico, al Grupo de Ejércitos Norte en la Bolsa de Curlandia. Posteriormente, y hasta abril de 1945, las tropas de Segundo Frente Báltico mantuvieron el bloqueo y lucharon para destruir al Grupo de Ejércitos Curlandia, al mando del coronel general Lothar Rendulic, que englobaba a todas las tropas alemanas cercadas en la península de Curlandia, En febrero de 1945, las tropas del Primer Frente Báltico que operaban en Curlandia fueron transferidos al Segundo Frente Báltico.

### Posguerra
Después de la guerra, el teniente general Sviridov trabajó como vicepresidente de la Comisión de Control Aliada en Hungría. De noviembre de 1947 a enero de 1948 estuvo a disposición del Ministerio de Defensa de la URSS, luego fue nombrado comandante del Ejército Mecanizado Especial, cargo que ejerció hasta abril de 1949, cuando fue nombrado Comandante en Jefe del Grupo de Fuerzas Central estacionadas en Europa Central, al mismo tiempo (hasta agosto de 1950) fue alto comisionado de la zona soviética de ocupación en Austria.

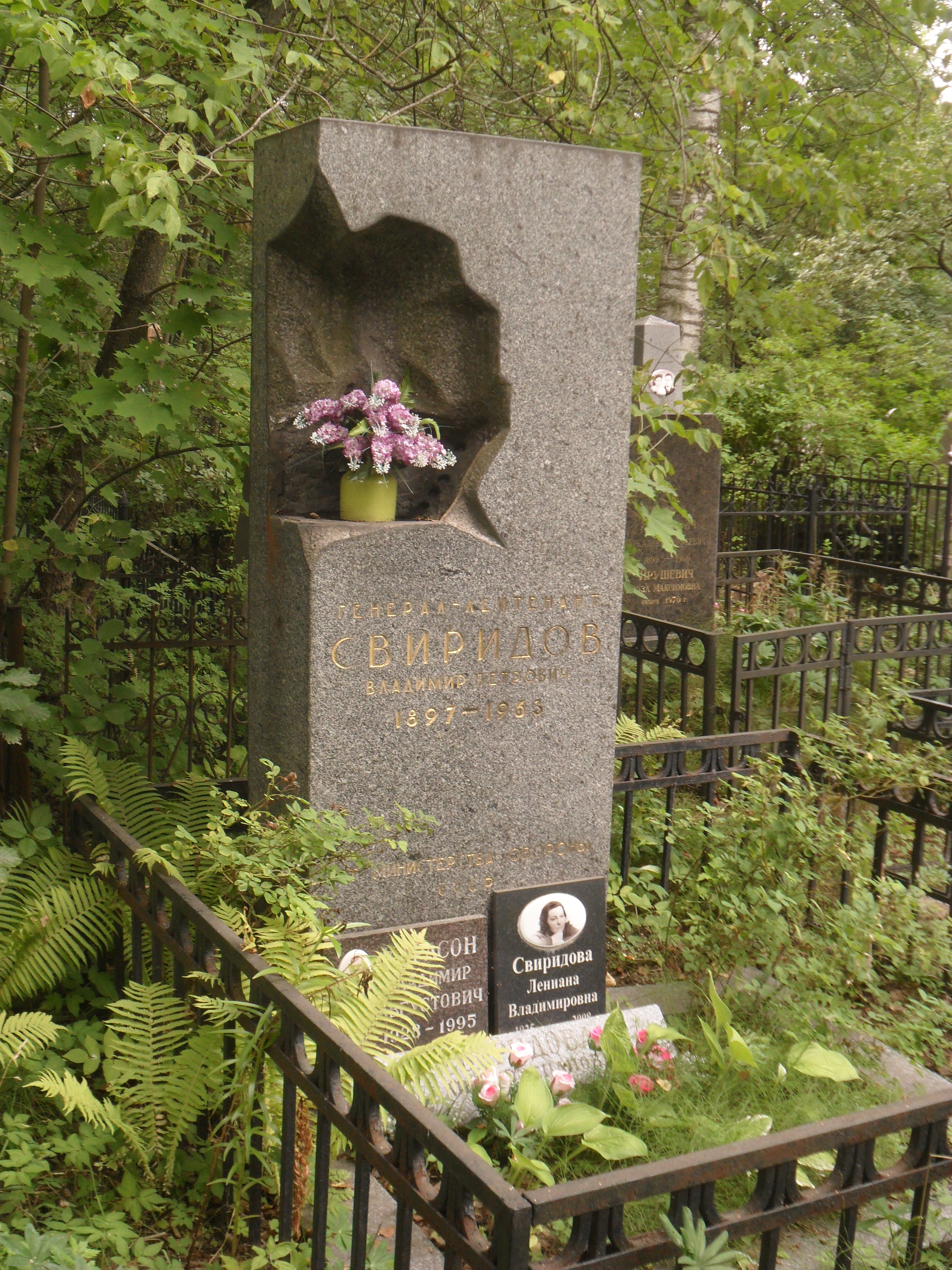
Tumba del teniente general Vladímir Svirídov en el cementerio teológico de San Petersburgo.

Entre junio y diciembre de 1953 estuvo nuevamente a disposición del Ministerio de Defensa de la URSS, luego fue asignado a la Comisión Superior de Certificación de la Academia Militar Superior Voroshilov, puesto que ocupó hasta diciembre de 1954, cuando fue nombrado subcomandante del Distrito Militar de Odesa para las Fuerzas de Defensa Aérea del país. En marzo de 1957 se retiró del servicio activo por enfermedad.
Además de su faceta como militar fue diputado de la III Convocatoria del Sóviet Supremo de la Unión Soviética (1950-1954).

## Promociones
- Coronel (1936)
- Kombrig (29 de octubre de 1939).
- Mayor general de artillería (4 de junio de 1940).
- Teniente general de artillería (29 de agosto de 1943).[1]

## Condecoraciones
A lo largo de su carrera militar, Vladímir Svirídov recibió las siguientes condecoraciones
|  | Orden de Lenin, dos veces                                                 |
|  | Orden de la Bandera Roja, tres veces                                      |
|  | Orden de Suvórov de 1.er grado                                            |
|  | Orden de Kutúzov de 2.do grado                                            |
|  | Medalla del 20.º Aniversario del Ejército Rojo de Obreros y Campesinos    |
|  | Medalla por la Defensa de Leningrado                                      |
|  | Medalla por la Victoria sobre Alemania en la Gran Guerra Patria 1941-1945 |